# 王子 (将棋)
王子（おうじ）は、将棋の駒の一つ。本将棋にはなく、摩訶大大将棋に醉象の成駒としてのみ存在する。
醉象が王子に成ると、玉将（王将）と同じ働きを持つ。 たとえ玉将（王将）が取られても王子が存在する場合は王子が取られるまで試合を続行する。
他の大型将棋で太子と呼ばれる駒と全く同じだが、なぜ摩訶大大将棋だけ王子なのかは不明。
| 王子（おうじ） | \| ■ \| \| \| \| ■ \| \| \| ○ \| ○ \| ○ \| \| \| \| ○ \| 王 子 \| ○ \| \| \| \| ○ \| ○ \| ○ \| \| \| \| \| \| \| \| | 全方向に1マス動ける。 |   |   |
| ■              | |                       |   | ■ |
|                | ○ | ○                     | ○ |   |
|                | ○ | 王 子                 | ○ |   |
|                | ○ | ○                     | ○ |   |
|                | |                       |   |   |